# Ammannia cinerea
Ammannia cinerea är en fackelblomsväxtart som först beskrevs av Abílio Fernandes och Diniz, och fick sitt nu gällande namn av S.A.Graham och Gandhi. Ammannia cinerea ingår i släktet Ammannia och familjen fackelblomsväxter. Inga underarter finns listade i Catalogue of Life.